# La notte di Valpurga
La notte di Valpurga (Walpurgisnacht. Phantastischer Roman) è un romanzo dello scrittore austriaco Gustav Meyrink pubblicato nel 1917. “La notte di Valpurga” (“Walpurgisnacht” - 1918) è una sorta di cupa narrazione della dissolvenza dell’Impero Asburgico e, in questo senso, è un romanzo molto decadente. Anche questa vicenda è ambientata a Praga – a fine ‘800 - e, precisamente, nel Hradschin, un celebre quartiere della città che ne circonda il castello.

## Trama
A Praga, nel 1887, si stanno diffondendo tra le masse popolari ideologie che intendono sovvertire l'ordine costituito, quali il socialismo, l'anarchismo e il nazionalismo ceco.
Una sera, nel palazzo del barone Konstantin Elsenwanger sono riuniti, oltre al padrone di casa, il medico di corte Thaddäus Flugbeil soprannominato Pinguino, la contessa Zahradka e il consigliere di corte Kaspar von Schirnding per una partita di whist, quando i convenuti notano un individuo che cammina sul muro di cinta e poi cade nel giardino, perdendo i sensi. L'intruso è riconosciuto dalla domestica Božena come l'attore Zrcadlo, che abita presso Lisa la Boema, ex prostituta e antica amante del medico. Ciò che turba i presenti è che le fattezze di Zrcadlo, che sembra in preda a sonnambulismo, si trasformano in quelle del defunto fratello del barone. Lisa viene convocata e porta via con sé il suo inquilino. L'incontro con la donna turba il Pinguino, che va a trovarla a casa il giorno dopo la notte di Valpurga, quando solitamente inizia a preparare i bagagli per il suo soggiorno a Karlsbad.
La contessa Zahradka paga il giovane violinista Ottokar Vandrejc perché l'allieti col suono del suo strumento; si dice ch'egli sia in realtà il figlio segreto della nobildonna e di un suo amore giovanile. Un giorno Ottokar va da Lisa la Boema per farsi predire il futuro e questa gli fa un'oscura profezia sullo spirito di Jan Zizka, chiedendogli se vorrà essere incoronato imperatore del mondo. Piuttosto turbato, dopo il suo impegno con la contessa s'incontra segretamente con la di lei nipote Polyxena, figlia del barone Elsenwanger.
All'Osteria della Rana Verde il dottore incontra nuovamente Zrcadlo, che stavolta parla e si dichiara posseduto dallo spirito di uno sciamano manciù, prevedendo che da lì a poco si scatenerà una "notte di Valpurga cosmica", in cui i dèmoni degli uomini si scateneranno.
In occasione del banchetto offerto alla servitù il giorno di san Giovanni Nepomuceno, Polyxena apprende dal tartaro Molla Osman di fenomeni di possessione spirituale chiamati ewli e aweysha; andando poi alla ricerca di Ottokar, lo scorge in compagnia di rivoluzionari di diverse tendenze radunati a complottare in un seminterrato. Tra i presenti vi è anche Zrcadlo, che indica il violinista come il nuovo Jan Zizka.
Voci di un'insurrezione popolare corrono in città e Lisa va a pregate il dottor Flugbeil di abbandonare Praga in fretta, in quanto egli potrebbe essere in pericolo a causa dei suoi rapporti con la corte. Il dottore glielo giura e la congeda, ma poi prende la decisione di partire assieme a lei, con l'obiettivo di passare il resto della vita con la sua antica amante. Quando però arriva a casa di questa, scopre che gli insorti l'hanno uccisa. In preda alla disperazione, si mette a camminare lungo la ferrovia e si lascia maciullare dal treno che sopraggiunge.
Intanto, nella cattedrale, i rivoltosi vogliono celebrare le nozze di Ottokar e Polyxena, e contemporaneamente incoronarlo imperatore del mondo, ma manca un serto adatto; si sparge però la voce che la corona imperiale si trovi nel palazzo della contessa Zahradka. La nobildonna tuttavia rifiuta di aprire le sue porte ed anzi spara sulla folla, colpendo Ottokar alla testa e uccidendolo. Arrivano poi le truppe imperiali che reprimono l'insurrezione; Polyxena, che sente di portare in grembo il figlio di Ottokar, trova rifugio in un convento.
A casa del dottor Flugbeil il domestico Ladislaus, rimasto erede delle sostanze del medico, toglie dal calendario il foglietto del 30 aprile e quelli successivi, che il padrone aveva volutamente lasciato, quasi ad esorcizzare i fantasmi della notte di Valpurga.

## Edizioni italiane
Anche questo romanzo venne pubblicato per la prima volta in Italia dai Fratelli Bocca (1944) e introdotto e tradotto da Julius Evola. Successivamente, dopo l’edizione del Il Gattopardo (1972) che manteneva questa edizione, la successiva pubblicazione de La Bussola (1979) toglieva il nome del filosofo italiano. Nel 1999 è però apparsa, per i tipi di Studio Tesi, una nuova versione di questo romanzo mentre va segnalata anche l’edizione delle Edizioni di Ar di Franco Freda nella collana Il Cavallo Alato.

## Edizioni
- Gustav Meyrink, La notte di Valpurga, traduzione e presentazione di Julius Evola, Romanzi Occulti nº3, Milano, Fratelli Bocca, 1944,  p. XII-236.
- Gustav Meyrink, La notte di Valpurga, traduzione e presentazione di Julius Evola, I Romanzi dell'Occulto nº2, Roma, Edizioni del Gattopardo, 1972.
- Gustav Meyrink, La notte di Valpurga, traduzione e presentazione di Julius Evola, Le Pietre nº3, Roma, La Bussola, 1979.
- Gustav Meyrink, La notte di Valpurga, traduzione di Albarosa Catelan, Biblioteca nº12, Pordenone, Studio Tesi, 1983,  p. XXII-190, ISBN 88-7692-087-0.
- Gustav Meyrink, La notte di Valpurga, traduzione di Albarosa Catelan, Biblioteca Universale nº22, Pordenone, Studio Tesi, 1995,  p. XXVII-190, ISBN 88-7692-534-1.
- Gustav Meyrink, La notte di Valpurga, Roma, Landscape Books, 2016.